# 米戈利郡

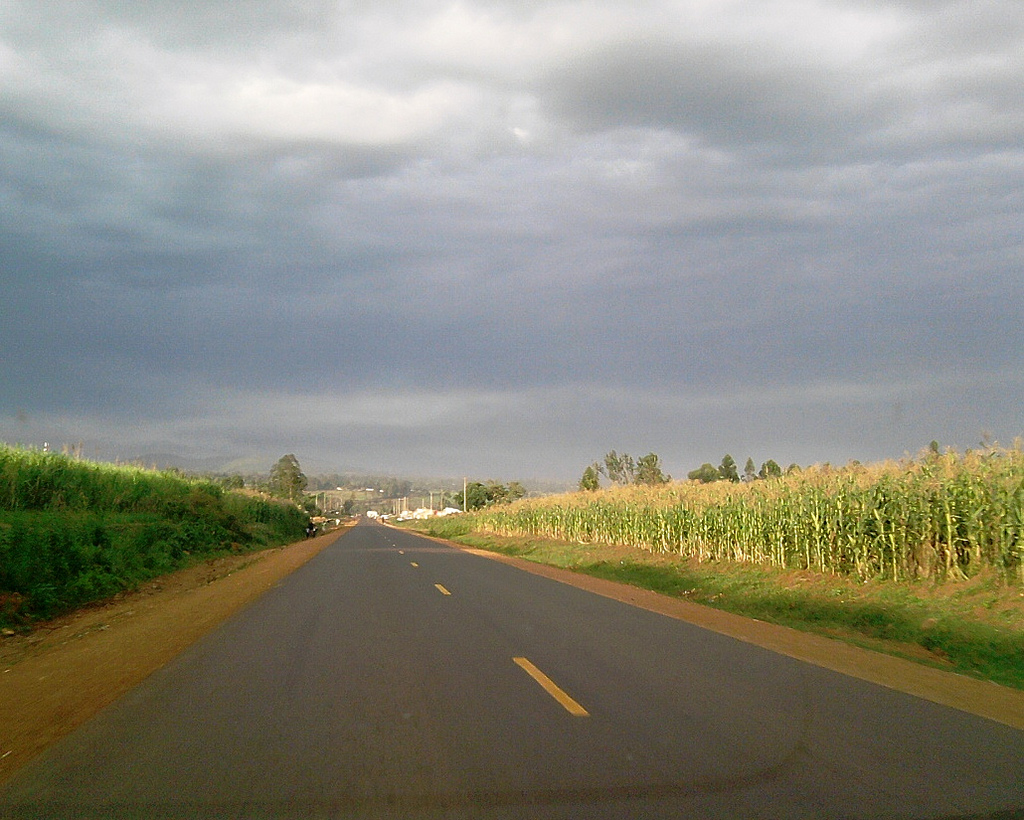

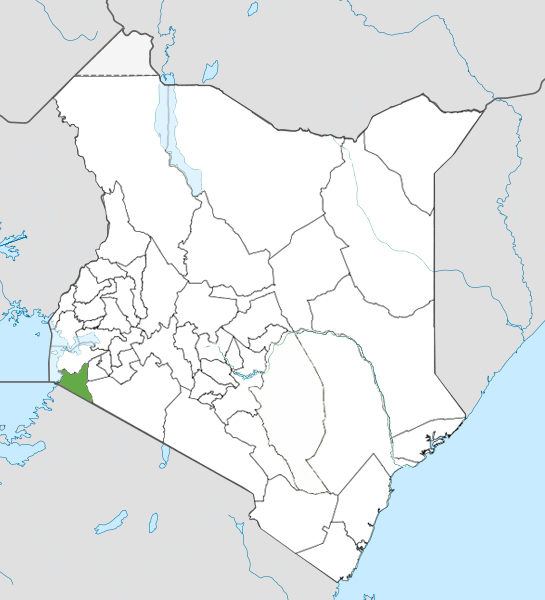

米戈利郡，是肯尼亞的一個郡，位於該國西南部，由尼揚扎省負責管轄，首府設於米戈利，始建於2013年3月4日，面積2,586.4平方公里，2009年人口917,170，人口密度每平方公里354.61人。